# Магнітна аномалія
Магнітна аномалія – відхилення величин елементів земного магнетизму (магнітного схилення,магнітного нахилення тощо) у різних областях земної кулі від так званих нормальних значень, які спостерігалися б за однорідного намагнічення Землі.
Розрізняють такі магнітні аномалії: 
- Континентальні (пл. 10-100 тис. км², наприклад, Сх.-Сибірська), очевидно пов’язані з особливостями руху речовини в ядрі Землі;
- Локальні, обумовлені неоднорідністю будови верхніх частин земної кори (часто пов’язані з покладами корисних копалин). Інтенсивні магнітні аномалії зв'язані з покладами залізних, марганцевих руд та порід, багатих на магнетит. Найвідоміші — Курська магнітна аномалія, Кременчуцька магнітна аномалія та ін.
- Регіональні (1-10 тис. км²), викликані особливою будовою земної кори, головним чином кристалічного фундаменту;
- Звичайні (20-40 тис. км2), викликані будовою будівлі або фундаменту споруди;